# 前世 (デュパルク)

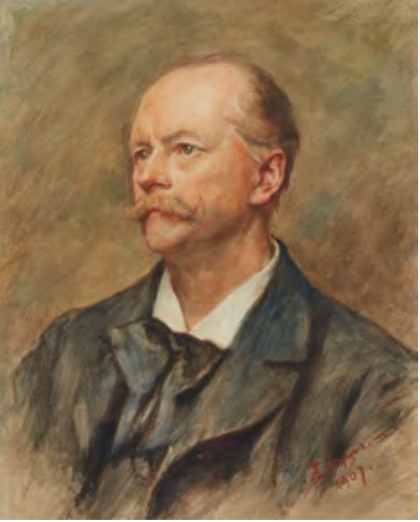
デュパルク

『前世』（ぜんせ、フランス語: La Vie antérieure）、アンリ・デュパルクが1884年に作曲した歌曲（変ホ長調）で、象徴主義の詩人シャルル・ボードレールの詩集『悪の華』（1857年刊行）の中の一編である同名の詩『前世』に作曲された。本作は元々オーケストラ伴奏の曲として書かれ、後に作曲者自身によってピアノ伴奏用に書き直された。本作は友人のギィ・ロパルツに捧げられている。

## 概要
1911年から1913年にかけて作曲者自身により管弦楽伴奏版の最終版が作曲された。
『ラルース世界音楽事典』によれば「デュパルクの最後の歌曲である本作と『フィディレ』（1882年）では、詩に朗唱法における決定的で独自な表現法を確立し、テクストの思想と意味を音楽的に翻訳することが可能であることを示している。ピアノの伴奏はしばしば大変大きく、常によく練られたフレーズの内に形づけられており、演奏は非常に難しい」。
歌は4部に分れている。第1部は、2小節ずつの組で7回繰り返されるピアノにのって、豊かだが静まった声で壮大な光景が描き出される。第2部ではピアノが騒ぎ立つ波を表し、歌唱は美しく力強い旋律を織り交ぜながら、やや大げさな感じがしないでもない華々しいアルペッジョによる第2部の終わりまで、絶えず少しずつクレッシェンドされてゆき、クライマックスの第3部に入る。この輝かしい歌はしかしながら、わずか5小節で終わり、すぐにレチタティーヴォ風の第4部となる。ここでは詩人の幻にあたる世界を夢見るように語りかけて、歌はほとんど動きをひそめているのに対して、ピアノが第3部の歌唱の後半をカノンで処理されており、絶妙な味を出している。声が最後の3小節を歌っている間に、ピアノではすでに後奏が始まっているが、この後奏の美しさは特筆に値する。デュパルクが自分の最後の歌に心を込めて名残を惜しんでいるかのようだ。なお、後奏の終わりのところで、曲の初めのモティーフが回想されている。

## 管弦楽伴奏版の楽器編成
- 木管楽器：フルート2、オーボエ2、コールアングレ1、クラリネット2、バスーン2
- 金管楽器：ホルン4、トランペット2、トロンボーン3
- ティンパニ、バスドラム
- 弦5部、ハープ

## 歌詞
J’ai longtemps habité sous de vastes portiques

Que les soleils marins teignaient de mille feux,

Et que leurs grands piliers droits et majestueux

Rendaient pareils le soir aux grottes basaltiques.

Les houles, en roulant les images des cieux,

Mêlaient d’une façon solennelle et mystique

Les tout-puissans accords de leur riche musique

Aux couleurs du couchant reflété par mes yeux.

C’est là que j’ai vécu dans les voluptés calmes,

Au milieu de l’azur, des flots et des splendeurs,

Et des esclaves nus tout imprégnés d’odeurs,

Qui me rafraîchissaient le front avec des palmes,

Et dont l’unique soin était d’approfondir

Le secret douloureux qui me faisait languir.
私はたたずんだ、海の太陽が

千々の光の染める広大な柱廊の下に

まっすぐ、威厳もつ数々の偉大な石柱は

夕べ、玄武岩の洞窟に同じように姿を映す。

大波のうねりは空の影を巻き込みながら

荘厳で神秘な様に混ぜるのだ、

その豊富な音楽の全能の調和音をも

私の目に映る様々な色の夕日に。

そこに私は生きたのだ、静かな快楽中に、

碧空、無数の波、華々しさのただ中に、

芳香をしみ込ませた裸の奴隷たちの中に、

彼らはしゅろ（棕櫚）で私の額を涼しくしてくれた、

その唯一の心遣いは、私を悩ませる

苦い秘密を深く究めたのだった。

## 演奏時間
4分から5分。